# O Libelo (jornal)
O Libelo foi um quinzenário clandestino de oposição à ditadura militar que se apresenta sob o lema “Pela República! Pela Liberdade!” tendo como fio condutor a difamação da ditadura instalada em 1926. Octávio José dos Santos (originário da Madeira) terá sido o seu mentor, diretor e principal redator.